# Francisco Rodríguez Caula y Meleiro
Francisco Rodríguez Caula y Meleiro fue un militar español del Ejército del Aire (España), ocupó los puestos de Piloto, Capitán de Infantería y Comandante de la Fuerza Aérea Española, sirvió en la Base Aérea de Torrejón de Ardoz, fue jefe de la Base de hidroaviones del Atalayón, en Melilla en Marruecos.

## Biografía
Concluyó el curso de 2.º Teniente de la Infantería en 26 de junio de 1913.
Fue enviado como 2.º teniente para el Regimiento de Murcia en 28 de junio de 1913.
Recibió la patente de Capitán de Infantería el 28 de abril de 1919.
Fue ascendido de Capitán a Comandante el 8 de septiembre de 1925.

### Guerra del Rif
Entre los vuelos que lo distinguieron, están: el ataque Nador-Tetuán y viceversa, con bombardeo de Peñón de Vélez de la Gomera (costa). En 9 de abril de 1922, y con el mismo objetivo, bombardea y hace un reconocimiento fotográfico, siendo felicitado por el Alto Comisariado los equipos que lo hicieron el día 13 del referido mes. Se distinguió particularmente en su desempeño durante el periodo de operaciones de 26 de abril a 12 de mayo de 1925, debido a la intensidad y calidad de los vuelos realizados. Oficial inteligente, él hizo servicios de guerra numerosos, en los cuales él se distinguió.
De su periodo como militar, este oficial tenía a finales del periodo para su nombramiento como comandante, nueve años de servicios como oficial, de los cuales cerca de siete fueron sirviendo en la Campaña de Marruecos. Como piloto, realizó más de cien vuelos de reconocimiento y bombardeo sobre el terreno enemigo y en todos ellos demostró su desempeño brillante. Fue laureado con dos cruces de mérito militar de primera clase con emblema rojo y Medalla de Marruecos con Melilla.
Fue indicado para promoción como Comandante de Infantería de la Guerra, al Ministerio de la Guerra de España, por el General en Jefe del Ejército de España en África, el Duque de Tetuán, llevando en cuenta los servicios de campaña relevantes que él prestó en nuestra área de Protectorado de Marruecos, perteneciente al Servicio de Aviación Militar; las disposiciones de la ley de 5 de agosto de 1922 (C. L. nº 293); el informe favorable del Consejo Superior de Guerra y Marina, así como en consonancia con el dispuesto en el artículo 36 de la Normativa de recompensas en tiempo de guerra de 10 de marzo de 1920, y en consonancia con el Consejo y resolución datada de 6 de septiembre de 1925, da al mencionado capitán el uso de la patente de comandante para méritos de guerra.
Para el capitán de la infantería D. Francisco Rodríguez Caula y Meleiro, él fue propuesto para el ascenso a comandante por méritos de campaña en África durante el quinto periodo de operaciones. Fue citado en la orden general del Ejército de 13 de abril de 1925, con los siguientes méritos: Declararon en el archivo en términos elogiosos para el interesado, Sanjurjo y los capitanes Mata, Mansaneque, Gudin, Moreno Abella, Ferreira y Ureta.
El capitán Moreno Abella, jefe de la propuesta, dice que lo considera digno de subir para empleo inmediato para distinguido actuación en Servicio de aviación y, especialmente, por un bombardeo de discreción que él realizó, y que se ofertó voluntariamente en Torres de Alcalá, un antiguo castillo antes del peñón de la Gomera, un bombardeo que fue considerado muy peligroso durante todo el recorrido.
El general Sanjurjo, también consideró digno de promoción al capitán Rodríguez Caula, y manifestó que su comportamiento era excelente; e intervino con algunos hechos de armas, por la intrepidez de sus vuelos y el éxito en el bombardeo del enemigo; y más principalmente, en las operaciones en Tazarut, lo que facilitó el pasaje de las columnas de soldados con ellas, a través del punto de pasada conseguido a través del bombardeo.

### La Caída del Dornier
Rodríguez Caula murió en un accidente aéreo en la costa de Orán. El avión era el mismo en que estaban Francisco Rodríguez Caula, Pedro Tauler Pastor y el soldado mecánico Juan Martínez Mortilla y que cayó en el mar alrededor de 7 horas de la tarde de 31 de diciembre de 1928 (horario de despegue), y 2 de la madrugada del 1 de enero de 1929, límite de la autonomía de vuelo. Este vuelo formaba parte de los preparativos del hidroavión Dornier n° 8 para un vuelo por el Mediterráneo que el comandante Rodríguez Caula, jefe en la época de la Base Aeronaval El Atalayón, planeaba realizar en la segunda quincena de enero de 1929.
El avión despegó en un clima muy desfavorable -nubes bajas y viento fuerte del oeste-, partiendo de la base de Los Alcázares a El Atalayón, donde jamás llegaría. Las exhaustivas búsquedas, rastreos e investigaciones que por tierra, mar y aire fueron hechos, solo dieron resultado lo encontrando, a cerca de 50 km de Mostaganem, Levante de Orán, la parte de la canoa del hidroavión, sin alas, sin motores; tenía se mantenido a la tona a causa de los tanques de combustible vacíos, instalados en el stummer. Esa circunstancia parecía indicar que el Dornier había volado para terminar su autonomía, y eso resultó en el accidente de la madrugada de 1 de enero de 1929. Cuando ellos encontraron su cuerpo, tres meses después del accidente, él fue llevado para el hospital militar del consulado de España donde la capilla ardiente fue instalada. Esa misma tarde, ellos llevaron los cuerpos para embarcarlos en el Cruzador Extremadura para llevarlos para España.